# Françoise Lalande
Pour les articles homonymes, voir Lalande.
Françoise Lalande-Keil, née à Libramont (Belgique) en 1941, est une écrivaine, poétesse et essayiste belge de langue française.

## Biographie
Françoise Lalande-Keil est née le 2 octobre 1941, pendant la Seconde Guerre mondiale, rue des Alliés à Libramont, dans les Ardennes belges (Luxembourg belge). Ses familles paternelle et maternelle sont respectivement d’origines française et berlinoise.  

### Voyages en Afrique et Amérique du sud
À la fin de ses études de philologie romane à l’université libre de Bruxelles en 1966, Françoise Lalande part pour le Zaïre. Elle y rejoint Ivan Wastchenko, un ingénieur épousé un an auparavant et travaillant pour l'Union minière. Ils y passent deux années. Elle enseigne le français à l’athénée de Kolwezi. En 1968, à Kambove, un petit village dans la province du Katanga, ils vivent la « nuit africaine », pendant laquelle ils échappent de peu à la mort (des soldats de l’Armée nationale congolaise se livrent à des exactions). Le couple Wastchenko-Lalande décide alors de rentrer à Bruxelles.
Après un court retour en Belgique, ils partent pour la Colombie, où ils restent trois années. À Bogota, Lalande désire quitter le ghetto européo-américain pour entrer en contact avec les Colombiens autochtones ; c’est pourquoi elle choisit de travailler dans le milieu de l’éducation des femmes amérindiennes ainsi que des enfants des rues. Par ailleurs, elle donne des conférences à l’université des Andes et à l’Alliance française, et dirige une galerie d’art située dans la librairie de Karl Buchholz.
Après des voyages à travers le continent (Guatemala, Mexique...), elle séjourne pendant une année en Équateur. Là aussi elle fait l’expérience des inégalités dans les sociétés sud-américaines. Elle découvre définitivement son attachement à son pays natal.

### Premiers écrits
De 1976 à 1981, elle est administratrice d’Amnesty International Belgique.
Après l’édition à Paris, en 1973, d’un premier recueil de poèmes écrits en Équateur, La Fumeterre, sous le nom de Françoise Wastchenko, c'est à Bruxelles, chez Jacques Antoine, qu'elle publie son deuxième recueil, L’Ambassadeur, en 1976, ainsi que ses deux premiers romans — en partie autofictionnels —, Le gardien d’abalones en 1983 — dont l’intrigue se déroule au Mexique — et Cœur de feutre en 1984. 
Sa candidature, en 1976, au prix Victor Rossel, lui permet de rencontrer Pierre Mertens, un des membres du jury, avec qui elle va partager sa vie pendant treize ans. Lalande évoque cette relation dans son roman Noir publié en 2000 tandis que Pierre Mertens la relate dans son roman Perdre en 1984.
Lalande publie en 1987 le roman Daniel ou Israël ainsi que la biographie de Vitalie Cuif, Madame Rimbaud. C’est également en 1987 qu’elle entame un roman sur l’enfance et la jeunesse de Jean-Jacques Rousseau, Jean-Jacques et le plaisir, qui sera publié en 1993, à Paris, chez Belfond.
Entretemps, en 1983, elle est engagée comme professeure de littérature comparée à l’Institut supérieur de traducteurs et interprètes de Bruxelles.
En 1993, Lalande épouse Daniel Soil, futur Délégué de la Communauté française de Belgique et de la Région wallonne, d’abord au Maroc de 2004 à 2008, puis en Tunisie de 2008 à 2015 ; ils y seront témoins de la Révolution tunisienne.
Lalande publie en 1998 un essai intitulé Christian Dotremont, l’inventeur de Cobra : Une biographie. Cette étude, fruit de six années de recherches, lui vaut un succès en France et une forte polémique en Belgique avec le frère de Christian Dotremont : en 2000, Guy Dotremont fait paraître chez l’éditeur Didier Devillez Aberration d’une biographie,. La même année, Lalande lui répond par un pamphlet : Décortiqueur de mouches et vierges violées. 

### Années 2000 et 2010
À la suite de L’impertinence comme poème (un texte sur La Flûte enchantée, avec des dessins de Michèle Grosjean, 1999), Lalande publie sa quadrilogie de nouvelles : L’Homme qui aimait (2002), Moi aussi j’ai une histoire (2003), Ils venaient du Nord (2004) et Dans les replis nocturnes de mon cœur (2005).
Son roman Sentiments inavouables est publié en 2006, et son autobiographie Une Belge méchante un an plus tard, en 2007.
Elle publie en 2010 La Séduction des hommes tristes, un roman dont la couverture évoque le Mexique, reproduisant le tableau d’Édouard Manet, L'Exécution de Maximilien.
En 2011, Lalande publie un essai intitulé Pierre Lahaut : Portrait et autoportraits, dans lequel elle dresse le portrait de l’artiste plasticien bruxellois (1931–2013), dont elle accompagne les œuvres picturales de textes poétiques. 
L'année suivante, en 2012, elle publie son opus magnum, Nous veillerons ensemble sur le sommeil des hommes, « une singulière symphonie humaine ». Dans ce roman polyphonique, elle conjugue diverses thématiques et histoires destinées à dénoncer, voire à conjurer le malheur présent du monde (le communiqué de presse le présente comme le roman de l'après-Auschwitz et de l'après-11 septembre 2001,). 
En 2015, dans Pourquoi cette puissance... Germain Nouveau, Lalande élabore une biographie du poète varois, né et mort à Pourrières, célèbre notamment pour son amitié avec Arthur Rimbaud. 
En 2018, Lalande publie Belgiques ainsi qu'un texte intitulé « Le bonheur au bout de ma plume » ; et, en 2019, un texte intitulé « Le corps, les corps, et le texte » (Lalande 2019).

## Thème de ses écrits
Les ascendances diverses (latine et germanique) de Françoise Lalande-Keil et ses racines juives influencent nombre de ses écrits. Elle se définit comme « génétiquement condamnée au nomadisme » ; le voyage et la quête identitaire ont une place importante dans la plupart de ses récits.
L’universitaire Marie-France Renard analyse la couleur noire comme étant dominante dans l’univers romanesque de Lalande.
Lalande a consacré plusieurs textes à Rimbaud et à quelques autres poètes nomades, rebelles et marginaux (Rousseau, Dotremont, Nouveau). Elle a aussi écrit sur des femmes battantes (Alma Mahler, Vitalie Cuif).
Dans ses romans, elle interroge le drame d’Auschwitz et le monde mauvais qu’il a engendré, notamment au sein d’une famille « handicapée de l’amour », la sienne.

## Œuvre
- La Fumeterre, Paris, Les paragraphes littéraires, 1973 (sous le nom de Françoise Wastchenko).
- L'Ambassadeur, Bruxelles, Jacques Antoine, 1976.
- Le Gardien d'abalones, Bruxelles, Jacques Antoine, coll. « Écrits du Nord », 1983.
- Cœur de feutre, Bruxelles, Jacques Antoine, coll. « Écrits du Nord », 1984.
- « Le Complexe d’Œdipe et les écrivains de Belgique », Français 2000, Bulletin trimestriel de la Société belge des professeurs de français, no 109/110, juin 1986, p. 19-30.
- Daniel ou Israel, Paris, Acropole, 1987.
- Madame Rimbaud, Paris, Presses de la Renaissance, 1987 (adapté pour le théâtre par Jacques Herbet sous le titre Mother).
- Alma Mahler, Paris, Actes Sud-Papiers, 1989.
- Jean-Jacques et le Plaisir, Paris, Belfond, 1993.
- Christian Dotremont, l’inventeur de Cobra, Une biographie. Paris, Stock, 1998.
- « Gueule de bois », dossier « La coupe est pleine », Marginales, no 231, automne 1998, p. 27-29.
- L'Impertinence comme poème, Bruxelles, Éditions Quadri, 1999.
- Décortiqueur de mouches et Vierges violées. Réponse aux propos diffamatoires et insultants de Guy Dotremont, Joseph Noiret, Didier Devillez : à propos... Dotremont, l'inventeur de Cobra, Bruxelles, Ancrage, 2000.
- Noir, Bruxelles, Ancrage, 2000.
- « L'Amour impossible », dans Daniel Blampain et Laurent Busine (dir.), Des dragons et des Georges, Bruxelles, La Lettre Volée, 2000, p. 81-89.
- L’Homme qui aimait, Bruxelles, Le Grand Miroir, coll. « La petite littérature », 2002.
- Moi aussi j’ai une histoire, Bruxelles, Le Grand Miroir, coll. « La petite littérature », 2003.
- Ils venaient du Nord, Bruxelles, Le Grand Miroir, coll. « La petite littérature », 2004.
- « Petit Royaume, 14 février 2003 », dans Hervé Broquet (éd.), Démocratie, j’écris ton nom. 25 auteurs belges mobilisent leur plume, Charleroi, Couleur livres, 2004, p. 57-58.
- Dans les replis nocturnes de mon cœur, Bruxelles, Luc Pire & Le Grand Miroir, 2005.
- Sentiments inavouables, Bruxelles, Labor, coll. « Grand Espace Nord », 2006.
- Une Belge méchante, Bruxelles, Le Grand Miroir, coll.«  Essaifiction », 2007.
- La Séduction des hommes tristes, Avin, Luce Wilquin, 2010.
- Pierre Lahaut, Bruxelles, Fonds Mercator, 2011.
- « Sarabande », dans Collectif, Petites musiques de nuit, Waterloo, La Renaissance du livre & Grand miroir, 2012, p. 23-26.
- Nous veillerons ensemble sur le sommeil des hommes, Avin, Luce Wilquin, 2012.
- « Une Occidentale en Orient », dans Marc Quaghebeur (dir.), Francophonies d’Europe, du Maghreb et du Machrek. Littératures & libertés, Bruxelles, Peter Lang & Archives et Musée de la Littérature, coll. « Documents pour l’Histoire des Francophonies », 2013, p. 99-102.
- « La romaniste pousse la romancière dans le dos », dans Daniel Charneux, Christian Delcourt et Janine Delcourt-Angélique (éd.), Romanistes & romanciers. Actes du colloque organisé par l’Association des Romanistes Ulg, Liège, Les Éditions de la province de Liège, 2014, p. 129-133.
- Pourquoi cette puissance... Germain Nouveau, Avin, Luce Wilquin, 2015.
- Belgiques, Hévillers, Ker éditions, 2018.
- « Le Bonheur au bout de ma plume », Alternative francophone, 2018, p. 126-130.
- « Le corps, les corps, et le texte », dans Marc Quaghebeur (dir.), Écritures de femmes en Belgique francophone après 1945, Bruxelles, Peter Lang, coll. « Documents pour l’Histoire des Francophonies », 2019 (lire en ligne), p. 15–16.

## Prix et distinctions
Françoise Lalande est nommée Chevalier des Arts et des Lettres de la République française le 25 février 1999 ; elle est membre de l’Académie royale de Luxembourg (belge).

### Prix
- Finaliste du Prix Novembre pour Jean-Jacques et le plaisir, 1993.
- Prix du public au Mai théâtral de Strasbourg 1988 et Prix Vaxelaire de l'Académie royale de langue et de littérature françaises de Belgique pour Alma Mahler, 1988.
- Prix de l’Académie royale de Belgique pour Noir, 2000.
- Prix de l’Académie royale de Belgique pour son œuvre de nouvelliste à l’occasion de la publication de son recueil Dans les replis nocturnes de mon cœur, 2005.
- Finaliste du prix Chronos pour Sentiments inavouables, 2006.